# 藻白帆駅
藻白帆駅（もしらほえき）は、樺太真岡郡蘭泊村に存在した鉄道省樺太西線の駅。

## 歴史
- 1921年（大正10年）11月1日：樺太庁鉄道西海岸線真岡駅 - 野田駅間開通により開業[1]。
- 1943年（昭和18年）4月1日：南樺太の内地化により、鉄道省に移管。
- 1945年（昭和20年）8月：ソ連軍が南樺太へ侵攻、占領し、駅も含め全線がソ連軍に接収される。
- 1946年（昭和21年）
  - 2月1日：日本の国有鉄道の駅としては廃止。
  - 4月1日：ソ連国鉄に編入。ロシア語駅名は「サドヴニキ」。

## 駅名の由来
当駅の所在する地名からであり、地名はアイヌ語の「モシウラホ」（小さい静かな平磯がある所）による。

## 運行状況
（1944年当時）
- 上りは本斗駅行きが2本、真岡駅行きが2本運行されていた。
- 下りは久春内駅行きが2本と野田駅行き2本が運行されていた。

## 隣の駅
鉄道省樺太鉄道局
樺太西線
蘭泊駅 -  藻白帆駅 - 羽母舞駅